# Baden (Francia)
Baden (in bretone: Baden) è un comune francese di 4 198 abitanti situato nel dipartimento del Morbihan nella regione della Bretagna. Il comune si affaccia sul golfo di Morbihan, sul quale ha anche un porto turistico denominato Port-Blanc.

## Storia

### Simboli
Riprende il blasone della famiglia Rolland de Kertison (d'azur, à trois coquilles ), signori di Cardelan (XV sec.), sormontato dal capo di Bretagna. Le conchiglie richiamano il golfo di Morbihan e le attività di ostricoltura del comune.

## Società

### Evoluzione demografica
Abitanti censiti